# Heavenly (single van The Temptations)
"Heavenly" is een single van de Amerikaanse soul- en R&B-groep The Temptations. Het nummer is de tweede single afkomstig van het album "1990". Het nummer bereikte op de poplijst van de Verenigde Staten de #43 positie en was daardoor de eerste single sinds "Mother Nature" uit 1972 die niet de top 40 wist te bereiken. Dat "Heavenly" dit niet lukte kwam onder andere doordat DJ's The Temptations destijds boycotten. Dit kwam doordat een leidinggevend persoon van Motown de dj's niet bedankte in een danktoespraak voor een prijs die The Temptations hadden gewonnen. De opvolgsingle, "You've Got My Soul on Fire", leed ook onder deze boycot. Desondanks wist "Heavenly" wel de achtste plek in de top tien van de R&B-lijst in de Verenigde Staten te vergaren.
"Heavenly" werd in overeenstemming met alle andere nummers van het album "1990" geschreven en geproduceerd door Norman Whitfield die destijds al jaren de vaste producer van The Temptations was. Het zou echter wel een van de laatste nummers zijn onder zijn leiding, want na het album "1990" verliet Whitfield Motown, de platenmaatschappij waaraan zowel The Temptations als hij tot dan toe aan verbonden waren. Het nummer gaat erover dat de verteller een vrouw over probeert te halen om van hem te houden, omdat een relatie tussen hen hemels zal zijn. Richard Street zingt de meeste regels lead, Damon Harris zingt namelijk telkens alleen de regels "I may not be the one you want/But I'm sure the one you need" en een regel aan het einde van het nummer.
De B-kant "Heavenly" is het nummer "Zoom". Net als de A-kant is dit nummer afkomstig van het album "1990". Op dat album is het enige langdurige liedje van het album, in de traditie van nummers als "Run Away Child, Running Wild" en "Papa Was A Rollin' Stone".

## Bezetting
- Lead: Richard Street en Damon Harris
- Achtergrond: Otis Williams, Damon Harris, Dennis Edwards en Melvin Franklin
- Instrumentatie: The Funk Brothers
- Schrijver: Norman Whitfield
- Producer: Norman Whitfield